# Thor Heyerdahl
Thor Heyerdahl (født 6. oktober 1914 i Larvik, død 18. april 2002 i Colla Micheri, Italien) var eksperimentel arkæolog, forfatter og eventyrer, oprindeligt havbiolog og med stor interesse for antropologi.

## Barndom
Han blev født i Larvik i Norge, hvor hans far ejede det lokale bryggeri og en del ejendomme. Efterhånden opkøbte faderen også store skovområder i oplandet.

## Kon-Tiki ekspeditionen
Heyerdahl blev i 1947 berømt for sin Kon-Tiki-ekspedition. Den havde til formål at bevise Heyerdahls teori om, at de indianske folk har berejst Stillehavet på store balsaflåder.
Teknisk set blev ekspeditionen en succes, for det lykkedes at sejle flåden fra Peru til Marquesas øgruppen, men forskerne blev ikke overbevist om teorien, og Heyerdal var skuffet over reaktionen.
I dag tror de færreste på Thor Heyerdahls teori, fordi omfattende DNA-prøver har vist, at sammenhængen mellem øernes befolkning og asiatiske folk er langt stærkere end kontakten til Sydamerika.
I 2020 blev det bekræftet via DNA, at Thor Heyerdahl delvis har ret. Der er (også) rejst mennesker fra Sydamerika til Polynesien.

## Ekspeditioner
- Polynesien ekspeditionen 1937-1938
- Kon-Tiki ekspeditionen 1947
- Galapagos ekspeditionen 1952
- Påskeøen ekspeditionen 1955-1956
- Ra ekspeditionerne 1969-1970
- Tigris ekspeditionen 1977-1978